# Arrecife de coral del Amazonas
El arrecife de coral del Amazonas es un arrecife coralino que se encuentra en la desembocadura del río Amazonas, de donde proviene su nombre. Abarca un área de 9500 km², a lo largo del borde de la plataforma continental sudamericana entre el extremo sur de la Guayana Francesa y estado brasileño de Maranhão. El descubrimiento del arrecife se dio a conocer en 2016, aunque ya en los 1950 se sospechaba la existencia de una estructura de gran tamaño cerca del delta del Amazonas.

## Historia del descubrimiento
Los primeros indicios de la presencia de un sistema de arrecifes en el delta del Amazonas aparecieron en la década de los años 1950, cuando un barco estadounidense encontró esponjas en el fondo del delta durante una prospección. En los 1970, un grupo de investigación informó la captura de varias especies de peces típicas de arrecife de coral en el área. Cuando el biólogo Rodrigo Moura de la Universidad Federal de Río de Janeiro leyó este estudio, decidió intentar localizar el arrecife y confirmó la presencia de biodiversidad característica de arrecifes coralinos. Unas décadas más tarde, un grupo de la Universidad of Georgia colaboraron con Moura para obtener las coordenadas GPS del arrecife, y dragaron el fondo marino para confirmar su presencia. El proceso de localización del arrecife llevó tres años hasta que se publicó el hallazgo.

## Relevancia científica
Hasta el hallazgo del arrecife del Amazonas, los arrecifes de coral solo se habían encontrado en aguas de poco tráfico, transparentes y con penetración solar directa, que necesitan las algas unicelulares zooxantelas para nutrir al coral; aunque las aguas del Amazonas son muy turbias debido a los sedimentos que arrastran, estos se depositan rápidamente en la plataforma continental y el agua se aclara a mayor distancia de la desembocadura, dejando pasar suficiente luz durante parte del año para la aparición los corales. La proximidad a la desembocadura de un río tampoco conducía a sospechar la presencia de corales, que no crecen en agua dulce; en el caso del Amazonas, los corales se encuentran en zonas de mayor profundidad, donde el agua dulce no se mezcla con la salina.
Aunque la biodiversidad del arrecife coralino del Amazonas es menor que la de otros arrecifes, da cobijo a más de 60 especies de esponjas, 73 especies de peces, langostas y estrellas de mar. En las secciones del arrecife situadas mal norte, más oscurecidas por los sedimentos, predominan las esponjas y especies carnívoras, como los hidroides. Las zonas más meridionales, con aguas claras durante nueve meses, presentan mayor diversidad y predominancia de especies sustentadas por la fotosíntesis.
Nils Asp, investigador en la Universidad Federal de Pará, opina que el arrecife tiene un gran potencial de albergar nuevas especies y es de suma importancia para la economía de las comunidades pesqueras locales. Los investigadores también se percataron de que el arrecife no ha sufrido blanqueo coralino, término utilizado para referirse a la despigmentación de los corales pétreos por la pérdida de las algas zooxantelas. El blanqueo coralino es una de las consecuencias del calentamiento global, la cual ya ha afectado a otros arrecifes como a la Gran Barrera de Coral, el arrecife más grande del mundo.

## Amenazas
Como todos los arrecifes coralinos del mundo el arrecife del Amazonas está amenazado por el aumento de la temperatura de los océanos causada por el calentamiento global, que interfiere en la simbiosis del coral con sus algas microscópicas y priva al arrecife de su principal fuente de nutrición; si esta condición se prolonga, puede morir. Otra amenaza, son las perforaciones petrolíferas en la región; a fecha del descubrimiento del arrecife, existían 95 pozos, y el gobierno de Brasil no ha renunciado a establecer en la zona un nuevo enclave para la extracción de petróleo crudo. Empresas como Total y BP se han interesado por las reservas en el área, que pueden aproximarse a los veinte mil millones de barriles.
La actividad petrolera amenaza la subsistencia de varias poblaciones locales y  comunidades indígenas Quilombola, que dependen de los recursos pesqueros para desarrollar su actividad económica. El territorio también conforma parte del hábitat de animales en estado vulnerable de conservación como el manatí del Caribe, la tortuga terecay y la nutria gigante. En 2017, Greenpeace organizó una expedición al arrecife para advertir sobre los peligros de la explotación prolífera en la región para la conservación del bioma.